# KP Media
«KP Media» (укр. КП-Медія) — один із перших українських медіахолдингів. Входить до п'яти найбільших інтернет-холдингів України зі щоденною аудиторію 500—600 тис. користувачів. Два найцінніші активи — портал Bigmir.net та Korrespondent.net.

## Про компанію
«KP Media» є одним із найбільших медіахолдингів України. Журнал «Единственная», що належав компанії, 2001 року був проданий швейцарському видавництву.
За даними холдингу, він охоплює 9 % ринку журнальної продукції України і 35 % інтернет-ринку, а також має власну дистриб'юторську мережу.

### SputnikMedia
Проєкт SputnikMedia.net — дочірня інтернет-компанія, яка спеціалізується на створенні сайтів та підтримці проєктів. SputnikDevelopment займається розробкою і супроводом сайтів.

## Історія

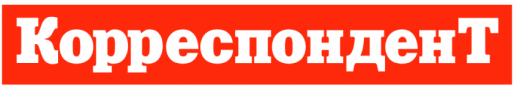
Кореспондент.net

KP Media заснував у вересні 1995-го американець Джед Санден англ. Jed Sunden, першим виданням була англомовна газета «Kyiv Post».
2006 — компанія розмістила облігації серед групи західноєвропейських інвесторів, плануючи отримати капітал для зміцнення позицій на українському ринку реклами. Компанія планувала збільшити частку на ринках преси та в інтернеті шляхом виведення в регіони існуючих видань: «Афіша Донецьк», «15 хвилин Донецьк», UKRBIZ.Одеса, UKRBIZ.Донецк, «Odessa Business Directory», а також запуску нових проєктів (таких, як «Твій район Позняки», перший номер газети вийшов у березні 2007-го).

KP Media продав Kyiv Post Мухамаду Захуру англ. Mohammad Zahoor 28 липня 2009. У березні 2011 Джед Санден продав компанію Петру Порошенку та Українському Медіа Холдингу. Ціна угоди не розголошувалась, але орієнтовно вона склала $20 млн. Порошенко і Борис Ложкін (президент «Українського медіа холдингу») оголосили про покупку KP Media, а Джед Санден мав займати позицію виконавчого директора компанії і відповідати за стратегічний розвиток проєктів компанії та редакційну політику.

Kyiv Post

29 березня 2011 генеральним директором KP Media призначено Віталія Гордуза. До цього Віталій більше 3-х років очолював інтернет-напрямок в УМХ. У 2003—2006 роках він вже працював у KP Media фінансовим директором. Згодом перейшов на таку ж посаду в Alico AIG Life.
У лютому 2012 року «KP Media» «Український Медіа Холдинг» і «Медіа Група Україна» (входить до групи СКМ українського олігарха Ріната Ахметова) прийняли рішення про об'єднання активів. Була створена компанія «United Online Ventures», що об'єднує портали i.ua, bigmir.net, tochka.net.

## Продукти
- російськомовний журнал «Корреспондент»,
- україномовний журнал-тижневик «Новинар», (вийшло 50 номерів, проєкт було закрито)
- журнал «Афіша»,
- сайт «Кореспондент.net» (укр. та рос.),
- фінансовий сайт «Ricardo» (Ricardo.com.ua),
- жіночий щомісячний журнал «Pink»,
- щоденна міська газета «15 хвилин» («15 минут»),
- україномовний жіночий тижневий журнал «Пані»,
- щомісячний жіночий журнал українською «Вона»,
- інтернет-портал «bigmir.net»,
- інформаційно-рекламне видання «Твій район Позняки».,
- «Kyiv Business Directory» (довідник для ділових людей Києва),
- «Інтер'єр Магазин» (каталог товарів для дому),
- «Ідеї Вашого дому» (журнал про ремонт і інтер'єр),
- Afisha.ua (розваги Києва),
- Політорг.net (політична аналітика),
- Ivona.com.ua (жіночий портал).

## Виноски
1. ↑  KP Media: Private Company Information - Bloomberg. www.bloomberg.com. Архів оригіналу за 23 березня 2018. Процитовано 22 березня 2018.
2. 1 2 3  Порошенко разом з УМХ придбали [Архівовано 1 грудня 2012 у Wayback Machine.] KP Media
3. ↑  KP Media. ЛІГА.Досье. Архів оригіналу за 23 березня 2018. Процитовано 22 березня 2018.
4. ↑  About KP Media [Архівовано 11 вересня 2010 у Wayback Machine.], KP Media
5. 1 2  Kyiv Post founder reflects on 14 years as newspaper's owner, reasons for sale [Архівовано 23 травня 2012 у Wayback Machine.], Kyiv Post (November 19, 2009)
6. ↑  Letter from the publisher [Архівовано 8 червня 2012 у Wayback Machine.], Kyiv Post (November 19, 2009)
7. ↑  Mohammad Zahoor buys Kyiv Post for an estimated $1.1 million [Архівовано 5 червня 2011 у Wayback Machine.], Kyiv Post (July 30, 2009)
8. ↑  KP media. Архів оригіналу за 22 березня 2018. Процитовано 22 березня 2018. [Архівовано 2018-03-22 у Wayback Machine.]
9. ↑  Віталій Гордуз очолив KP Media (оновлено). Watcher (укр.). Архів оригіналу за 27 жовтня 2020. Процитовано 22 березня 2018.